# Iasenî (Ielîseienkove), Sumî
Iasenî (în ucraineană Ясени) este un sat în comuna Ielîseienkove din raionul Sumî, regiunea Sumî, Ucraina.

## Demografie
Componența lingvistică a localității Iasenî
     Ucraineană (96%)
     Rusă (2,67%)
Conform recensământului din 2001, majoritatea populației localității Iasenî era vorbitoare de ucraineană (96%), existând în minoritate și vorbitori de rusă (2,67%).